# 2056 Nancy
2056 Nancy (A909 TB) là một tiểu hành tinh vành đai chính được phát hiện ngày 15 tháng 10 năm 1909 bởi J. Helffrich ở Heidelberg.